# Johannes Seidl

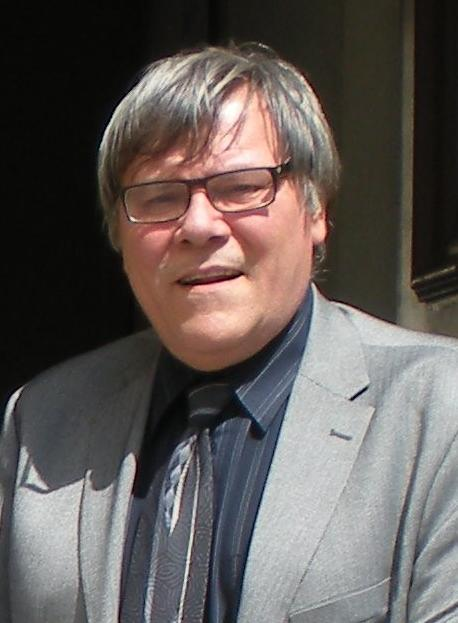
Johannes Seidl (2011)

Johannes Seidl (* 17. Februar 1955 in Wien) ist ein österreichischer Historiker und Archivar. Seine Forschungsschwerpunkte sind Wissenschafts- und Universitätsgeschichte. Seidl ist verheiratet mit Christine Seidl-Danek.

## Schule und Studium
Seidl besuchte in Wien die Volksschule und das Realgymnasium Wien XV, wo er 1973 die Reifeprüfung ablegte. Danach studierte er die Fächer Geschichte und Romanische Philologie an der Universität Wien und schloss sein Studium 1985 mit der Lehramtsprüfung für Gymnasien und 1996 mit dem Doktorat ab. Von 1983 bis 1986 nahm er am Ausbildungslehrgang des Instituts für österreichische Geschichtsforschung teil, den er mit der Staatsprüfung abschloss; 1999 MAS.

## Berufliche und wissenschaftliche Laufbahn
Seidl leitete von 1987 bis 1997 das Archiv der Marktgemeinde Perchtoldsdorf. Danach wechselte er an das „Institut Österreichisches Biographisches Lexikon und Biographische Dokumentation“ der Österreichischen Akademie der Wissenschaften, wo er als wissenschaftlicher Redakteur für die Bereiche Naturwissenschaften und Medizin tätig war. 2001 trat er in das Archiv der Universität Wien ein, zu dessen stellvertretendem Leiter er 2010 bestellt wurde. Im gleichen Jahr wurde Seidl an der Karl-Franzens-Universität Graz zum Dozenten für Wissenschaftsgeschichte habilitiert. Johannes Seidl ist seit 2009 neben Thomas Maisel und Kurt Mühlberger Herausgeber der Reihe „Schriften des Archivs der Universität Wien“, die der Publikation universitäts- und wissenschaftsgeschichtlicher Themen gewidmet ist. Zudem ist er Mitherausgeber der jährlich erscheinenden Tagungsbände der Österreichischen Arbeitsgruppe „Geschichte der Erdwissenschaften“ bei der Österreichischen Geologischen Gesellschaft sowie der Zeitschrift „Mensch-Wissenschaft-Magie. Mitteilungen der Österreichischen Gesellschaft für Wissenschaftsgeschichte“.

## Mitgliedschaften und Funktionen
- Seit 1999 Mitglied, seit 2001 Vorstandsmitglied, seit 2020: Vizepräsident der Österreichischen Gesellschaft für Wissenschaftsgeschichte, Wien
- Seit 2000 Vorstandsmitglied des Vereins für Landeskunde von Niederösterreich, Sankt Pölten
- 2001–2006 stv. Vorsitzender, 2007–2012 Vorsitzender, seit 2012 stv. Vorsitzender der Arbeitsgruppe „Geschichte der Erdwissenschaften“ bei der Österreichischen Geologischen Gesellschaft
- Seit 2002 Mitglied, seit 2008 Correspondant étranger des COFRHIGÉO (Comité Français d’Histoire de la Géologie) Paris
- Seit 2005 Mitglied der INHIGEO (International Commission on the History of geological Sciences)
- Seit 14. Juli 2015 Mitglied der Akademie gemeinnütziger Wissenschaften zu Erfurt.
- Von 8. März 2017 – 9. April 2019 stv. Vorsitzender der AG „Geschichte der Medizin“ bei der Gesellschaft der Ärzte in Wien.
- von 10. April 2019 – 2021 Vorsitzender der AG „Geschichte der Medizin“ bei der Gesellschaft der Ärzte in Wien

## Ehrungen und Auszeichnungen
- 1999: Ehrenmedaille des niederösterreichischen Bildungs- und Heimatwerkes für besondere Verdienste um die Erwachsenenbildung
- 2007: Silbernes Ehrenzeichen für Verdienste um das Bundesland Niederösterreich

## Publikationen (Auswahl)
- Thomas Ebendorfer von Haselbach (1388–1464). Gelehrter, Diplomat, Pfarrer von Perchtoldsdorf. Ausstellung anlässlich der 600. Wiederkehr des Geburtstages von Thomas Ebendorfer in der Burg zu Perchtoldsdorf. 18. September bis 16. Oktober 1988 (Perchtoldsdorf 1988).
- Das Kopialbuch der Zeche Unserer Lieben Frau zu Perchtoldsdorf. Studien zur Geistes-, Sozial- und Wirtschaftsgeschichte einer niederösterreichischen Kleinstadt am Ausgang des Mittelalters. (= Studien und Forschungen aus dem niederösterreichischen Institut für Landeskunde 18), Wien, 1993 [erschienen 1994].
- Stadt und Landesfürst im frühen 15. Jahrhundert. Studien zur Städtepolitik Herzog Albrechts V. von Österreich (als deutscher König Albrecht II.), 1411–1439. Redaktion Ferdinand Opll. Hrsg. Österreichischer Arbeitskreis für Stadtgeschichtsforschung. (= Forschungen zur Geschichte der Städte und Märkte Österreichs 5), Linz, 1997. (Dissertation).
- mit Tillfried Cernajsek und Christoph Mentschl: Eduard Sueß (1831–1914). Ein Geologe und Politiker des 19. Jahrhunderts. In: Gerhard Heindl (Hrsg.): Wissenschaft und Forschung in Österreich. Exemplarische Leistungen österreichischer Naturforscher und Techniker. Frankfurt am Main/Berlin/Bern u. a. 2000, S. 59–84.
- Hrsg. mit Daniela Angetter: Glücklich, wer den Grund der Dinge zu erkennen vermag. Österreichische Naturwissenschafter, Techniker und Mediziner im 19. und 20. Jahrhundert. Frankfurt am Main/Berlin/Bern/Bruxelles/New York/Oxford 2003
- Eduard Suess (1831–1914). Aperçu biographique. Avec une annexe par Michel Durand-Delga. In: Travaux du Comité Français d’Histoire de la Géologie. 3è série, tome 18, Paris 2004, S. 133–146.
- Eduard Suess (1831–1914) und die Entwicklung der modernen Erdwissenschaften in Österreich. Bausteine zu einer Biographie. Habilitationsschrift Universität Graz, Graz 2008
- Der Nachlass Paul Uibleins – eine bedeutende Quelle zur Erforschung der Frühgeschichte der Universität Wien. Ein Werkstattbericht. In: Kurt Mühlberger, Meta Niederkorn-Bruck (Hrsg.): Die Universität Wien im Konzert europäischer Bildungszentren. (= Veröffentlichungen des Instituts für österreichische Geschichtsforschung; 56). Wien 2010, S. 213–219
- als Bearbeiter unter Mitarbeit von Thomas Maisel und Andreas Bracher: Die Matrikel der Wiener Rechtswissenschaftlichen Fakultät. Matricula Facultatis Juristarum Studii Wiennensis. Band 1: 1402–1442. Hrsg. v. Kurt Mühlberger (= Publikationen des Instituts für österreichische Geschichtsforschung, VI). Reihe: Quellen zur Geschichte der Universität Wien. 3. Abt.: Die Matrikel der Wiener Rechtswissenschaftlichen Fakultät. Wien/München 2011
- Hrsg. mit Angelika Ende: Ami Boué (1794–1881). Autobiographie (in deutscher Übersetzung) – Genealogie – Opus. Unter Mitarbeit von Inge Häupler und Claudia Schweizer, Melle 2013
- Hrsg. mit Angelika Ende und Johann Weißensteiner: Hermann Göhler, Das Wiener Kollegiat-, nachmals Domkapitel zu St. Stephan in Wien (Diss. Mai 1932) Wien-Köln-Weimar 2015
- Mit Bernhard Hubmann und Daniela Angetter-Pfeiffer: Grazer Erdwissenschaftler/innen (1812-2016). Ein Bio-bibliographisches Handbuch (Scripta geo-historica; 6) Graz 2017.
- Mit Fritz Steininger und Daniela Angetter-Pfeiffer: Zur Entwicklung der Paläontologie in Wien bis 1945 (=Abhandlungen der Geologischen Bundesanstalt; 72) Wien 2018.
- Geschichte der Geologie in wissenschaftshistorischer Perspektive. Von der Antike bis ins 20. Jahrhundert. Weißenthurm 2019.
- Wiener Professoren des 15. Jahrhunderts. Eine Prosopographie der im 2. Band der Acta Facultatis Artium Universitatis Vindobonensis (1416–1447) wirkenden Artistenmagister (Koblenz 2023). Unter Mitarbeit von Angelika Ende, Elisabeth Tuisl und Martin Georg Enne. ISBN 978-3-86424-607-4
- Wilhelm von Haidingers erste Vorlesung über Oryktognosie am Montanistischen Museum im Jahr 1843 (= Berichte der GeoSphere Austria 146). Wien 2023. Gem. mit Vera M. F. Hammer, Fritz F. Steininger und Robert Krickl